# Pavol Majerčík
Pavol Majerčík (* 26. července 1937) je bývalý slovenský fotbalista, útočník.

## Fotbalová kariéra
V československé lize hrál za Dynamo Žilina. Nastoupil v 61 ligových utkáních a dal 23 gólů. V Poháru vítězů pohárů nastoupil ve 4 utkáních a dal 1 gól.

## Ligová bilance
| Ročník                                   | Zápasy | Góly | Klub           |
| ---------------------------------------- | ------ | ---- | -------------- |
| 1. československá fotbalová liga 1956    | 5      | 1    | Dynamo Žilina  |
| 1. československá fotbalová liga 1958/59 | 8      | 5    | Dynamo Žilina  |
| 1. československá fotbalová liga 1961/62 | 26     | 10   | Dynamo Žilina  |
| 1. československá fotbalová liga 1966/67 | 13     | 4    | Jednota Žilina |
| 1. československá fotbalová liga 1967/68 | 9      | 3    | Jednota Žilina |
| CELKEM 1. liga                           | 61     | 23   |                |